# Ализаде, Валида Мовсум кызы
Валида Мовсум кызы Ализаде (азерб. Əlizadə Validə Mövsüm qızı; род. 31 января 1946, Баку) — биолог. Доктор биологических наук. Академик Национальной академии наук Азербайджана. Директор Института ботаники НАНА.

## Основные научные достижения
Выявлена роль кинетина и кальция в регуляции электрогенной активности растительных клеток. Исследованы клеточные и молекулярные механизмы устойчивости растений к алюминию и ряду тяжелых металлов, определена роль некоторых видов растений местной флоры в биоиндикации и ремедиации загрязнения окружающей среды. Проведен обзор биоразнообразия эндемичных, редких и исчезающих видов национальной и кавказской флоры, анализ спорных видов, оценка их статуса в соответствии с современными категориями и критериями МСОП важного для сохранения растений. Исследования проводились в рамках международных проектов:
NATO Linkage collaborative research grants, CRG.LG 971653 (1999-2001), LST.CLG 980190 (2004-2005); STCU research grant № 3625 (2006-2008), № 3803 (2006-2009); № 4797 (2009-2011); CEPF (2006-2009, 2007); IUCN (2007-2009); CRDF - BGP -2 (2008-2009); Volkswagen-Stiftung (2011); MSBP (2012); ФРН-2010-1(1)-40/26-3; ICBA (2014).
В. М. Ализаде - ведущий специалист в области физиологии растений и ботаники. В основе  ее научной деятельности лежат такие проблемы экологической физиологии растений, как формирование растений в условиях напряженных факторов окружающей среды, клеточные и молекулярные механизмы устойчивости растений, роль некоторых видов местной флоры в биоиндикации и ремедиации загрязненной окружающей среды. В то же время, в сферу ее интересов входит охрана и устойчивое развитие окружающей среды. В этой области последние 20 лет основу ее деятельности составляют изучение биоразнообразия редких и эндемичных видов местной и Кавказской флоры, анализ  видов растений, оценка их статуса, согласно современным категориям и критериям, и изучение путей их сохранения. В 2013 году под ее непосредственным руководством и в результате ее деятельностью в качестве ответственного редактора была опубликована «Красная книга Азербайджана. Редкие и исчезающие виды растений и грибов» 2-е издание.  В 2014 г. в США на английском языке опубликована систематическая монография «Красный список эндемичных растений Кавказа», автором азербайджанской части, которой является она. С ее стороны в практику исследования экосистем в Институте ботаники включены такие подходы, как популяционный онтогенез, этноботаника, фитосоциология, информатика биоразнообразия . Под ее руководством впервые в республике в Институте ботаники детально изучено состояние популяций редких «краснокнижных» видов, разработана специальная мониторинговая система, создана динамичная база данных. С применением математического моделирования выявлена будущая динамика изменения популяций видов растений, находящихся на грани исчезновения в Азербайджане.

## Научные работы
1. Alizade V.M., Shirvani T.S., Schmohl N., Alirzayeva E.G.,  Annagiyeva M.A., Fecht  M. and Horst W.J. Changes in protein content and protease activity in roots of Zea mays (L.) in response to short-term aluminium treatment. Plant nutrition: food security and sustainability of agro-ecosystems through basis and applied research. Kluwer Acad. Publ. Eds. W.J. Horst et al., 2001, v.92, p. 518-52
2. Alirzayeva E.G., Shirvani T.S., Alverdiyeva S., Yazici M.A., Ali-zade V.M., Cakmak I. Heavy metal accumulation in Artemisia and foliaceous lichen species from the Azerbaijan flora. Forest, Snow and Landscape Res. Switzerland, 2006, v. 80, N 3, p. 339-348.
3. Hajiyev V.J., Musayev S.H., Ali-zade V.M., Abdiyeva R.T. Disputable endemic species of Azerbaijan flora. Proceedings of Azerbaijan National Academy of Sciences. Biological sciences. 2008, № 5-6. p. 8-12.
4. Musayev S.H., Ali-zade, V.M. Abdiyeva R.T. Biodiversity, assessment and conservation of national endemics of Azerbaijan. Proceedings of Azerbaijan National Academy of Sciences. Biological Sciences. 2009, № 1-2, p. 10-17
5. Schatz G., Shulkina T., Nakhutsrishvili G., Batsatsashvili K., Ali-zade V., Kikodze D., Geltman D., Ekim T. Development of Plant Red List Assessments for the Caucasus Biodiversity Hotspot. "Status and protection of globally threatened species in the Caucasus" Eds. N. Zazanashvili and David Mallon, Tbilisi: CEPF, WWF, 2009, p. 188-192.
6. Ali-zade V., Alirzayeva E., Shirvani T. Plant resistance to anthropogenic toxicants: approaches to phytoremediation. "Plant adaptation and Phytoremediation" Eds: M.Ashref, M.Ozturk and M.S.A.Ahmad Springer, 2010, XII, Chapter 9, p. 173-192.
7. Alirzayeva E., Ali-zade V., Shirvani T., Roemheld V., Cakmak I. Genetic capacity of some medicinal plants to accumulate heavy metals. Eds, A.Ahmad, T.O.Siddiqi, M.Iqbal. Medicinal plants in Changing Environment. Capital Publ. Company, New Delhi, India, 2010, Chapter 6, p. 89-114.

## Членство в республиканских, международных и зарубежных научных организациях
Член Российского и Азербайджанского обществ физиологов растений, Азербайджанского общества  биофизиков. Общества ботаников Азербайджана, Федерации Европейских обществ биологов растений. Член Национального комитета ЮНЕСКО по биоэтике и этике науки и технологии в Азербайджане.

## Награды
- Индивидуальный грант МНФ (1993)
- Почетная грамота Президиума Национальной академии наук Азербайджана (2005, 2011)
- Орден «Слава» (2015)